# Aurelio Chessa
Aurelio Chessa (Putifigari, 30 ottobre 1913 – Rapallo, 26 ottobre 1996) è stato un anarchico, giornalista e storico italiano.

## Biografia
Fornaio in Egitto, poi ferroviere, dall'immediato secondo dopoguerra si occupa del reperimento e dell'archiviazione del materiale inerente alla vicenda anarchica, di cui abbraccia l'ideologia. Quando muore Giovanna Caleffi, moglie di Camillo Berneri (che oltretutto allevò anche i figli di Antonio Cieri), riceve dalla figlia di Berneri, Giliana, l'enorme documentazione raccolta dalla famiglia, della quale inizia il riordino e la divulgazione una quindicina d'anni più tardi. Si sposta in continuazione per seguire le tracce lasciate dai documenti e trovarne di nuovi, risiedendo a: Pistoia, Iglesias, Genova, Canosa e Cecina. Quando muore il lavoro è portato avanti dalla figlia Fiamma. 
Dal punto di vista politico Chessa contribuisce alla redazione e pubblicazione dei giornali Volontà e L'Internazionale che fan capo alle formazioni denominate Gruppi di iniziativa anarchica nate dalla scissione della Federazione anarchica italiana (FAI) nel congresso del 1965, formazioni in forte contrasto con altre precedenti quali i Gruppi Anarchici di Azione Proletaria di Lorenzo Parodi (gruppo considerato una fra le matrici di Lotta Comunista). Sempre a Genova è fra i fondatori dei Gruppi Anarchici Riuniti con sede in Via degli Embriaci, strada situata in una zona dove tradizionalmente risiedono associazioni della sinistra comunista e libertaria. Le sue ricerche sul fuoriuscitismo, sull'Antifascismo sulla guerra civile spagnola, sul movimento operaio, sono cospicue. Fra queste ricordiamo: Camillo Berneri: un anarchico italiano (1897-1937), Documenti e periodici dell'Archivio Famiglia Berneri,
Futuristi e anarchici quali rapporti?, Gli eroi guerreschi come grandi criminali, Guerra di classe in Spagna, Il peccato originale, Mussolini grande attore, Mussolini normalizzatore e il delirio razzista, Novelle di Berneri, studi sulle vicende di  Sante Pollastri, Leda Rafanelli, Clément Duval. 
Dott. Furio Biagini»